# Luis Vélez
Luis Vélez é um cineasta e produtor de televisão mexicano.

## Filmografia

### Televisão
- Quiero amarte (2013)
- Eva Luna (2010)
- Vidas cruzadas (2009)
- Mujer comprada (2009)
- Amores... querer con alevosía (2001)
- Tío Alberto (2000)
- Háblame de amor (1999)
- La jaula de oro (1997)
- La Paloma (1995)
- Primeira parte de Prisionera de amor (1994)
- Primeira parte de Valentina (1993)
- Capricho (1993)
- Valeria y Maximiliano (1991/92)
- Vida robada (1991)
- Cadenas de amargura (1991)
- Cenizas y diamantes (1990)
- Flor y canela (1988)
- Amor en silencio (1988)

### Cinema
- Propiedad ajena (2007)
- Corazón de melón (2003)
- Caracol púrpura (1986)